# Radara transcissa
Radara transcissa là một loài bướm đêm trong họ Noctuidae.